# Epistephium
Epistephium, biljni rod iz porodice kaćunovki, dio tribusa Vanilleae. 
Postoji 28 vrsta iz tropske Južne Amerike i Velikih Antila

## Opis
Ovaj rod zemaljskih orhideja izvorno su opisali Humboldt, Bonpland & Kunth (H.B.K.) 1822. godine. Ime je izvedeno iz grčkog epistephes što znači vijenac ili kruna, a odnosi se na čašku na vrhu jajnika. Tipična vrsta, prikupljena u departmanu Tolima, Kolumbija, je Epistephium elatum, objavljena 1822. u Syn. pl. Aequin. 1:340.
Cvjetovi i opći habitus biljke Epistephium podsjećaju na Sobralia. Međutim, oni nisu povezani i primjer su konvergentne evolucije. Listovi Epistephiuma su sjajni, s neobičnom mrežastom (razgranatom) strukturom žila, dok su listovi Sobralia bez sjaja i isprepleteni s paralelnim žilama.
Svjetski kontrolni popis jednosupnica prepoznaje 22 vrste Epistephiuma. Ostali zemaljski rodovi koji pripadaju ovom plemenu uključuju Pogonia, Isotria i Cleistes. Osobine koje Epistephium dijeli sa skupinom Vanilla uključuju krilate sjemenke i prisutnost pravih polinija. Epistephium cvjetovi imaju četiri stisnuta, zrnasta polinija. Međutim, navika rasta razlikuje se između vanilije (epifitske, s oštrim, fleksibilnim, dugim stabljikama) i Epistephiuma (zemaljske, s uspravnim rastom).
Stanište se proteže od otvorenih savanskih travnjaka i prerija do vrućih, vlažnih nizina i niskih planinskih prašuma. Uglavnom su to velike biljke poput trske, koje narastu do 5-6 metara visine. Epistephium ima vršne cvatove od kojih svaki uzastopno nosi nekoliko cvjetova. Cvjetovi su veliki, jarkih boja, često boje lavande i kratko traju.

## Vrste
1. Epistephium amplexicaule Poepp. & Endl.
2. Epistephium araracuarae Szlach., Mytnik & Baranow
3. Epistephium arrojadoanum Barb.Rodr.
4. Epistephium brevicristatum R.E.Schult.
5. Epistephium cardonae Szlach. & Kolan.
6. Epistephium chironii Molinari, Carpio & Mend.-Tinc.
7. Epistephium duckei Huber
8. Epistephium elatum Kunth
9. Epistephium ellipticum R.O.Williams & Summerh.
10. Epistephium epiphyticum Szlach. & Kolan.
11. Epistephium frederici-augusti Rchb.f. & Warsz.
12. Epistephium garayi Szlach., Mytnik & Baranow
13. Epistephium hernandii Garay
14. Epistephium kubiyuense Szlach., Mytnik & Baranow
15. Epistephium lamprophyllum Schltr.
16. Epistephium laxiflorum Barb.Rodr.
17. Epistephium lobulosum Garay
18. Epistephium matogrossense Hoehne
19. Epistephium parviflorum Lindl.
20. Epistephium portellianum Barb.Rodr.
21. Epistephium praestans Hoehne
22. Epistephium rhombilabium Szlach., Mytnik & Baranow
23. Epistephium sclerophyllum Lindl.
24. Epistephium sessiliflorum Lindl.
25. Epistephium speciosum Barb.Rodr.
26. Epistephium subrepens Hoehne
27. Epistephium trianae Szlach., Mytnik & Baranow
28. Epistephium williamsii Hook.f.

## Sinonimi
Nema.